# William Van Horn
William Van Horn (* 15. Februar 1939 in Oakland, Kalifornien) ist ein Zeichner, der von 1988 bis 2017 Disney-Comics kreierte. Er zeichnete hauptsächlich die Comicfiguren Donald Duck und Dagobert Duck, hat aber auch DuckTales-Geschichten gezeichnet. Einige dieser DuckTales-Geschichten zeigen den Bruchpiloten Quack (Lauchpad McQuack) als Hauptfigur. Van Horn zeichnete vor seiner Arbeit für Disney ab 1985 zehn Nervous-Rex-Geschichten.

## Karriere
In den ersten Jahren seiner Arbeit als Zeichner für Disney arbeitete Van Horn oft mit John Lustig an den Geschichten. Im Jahr 1994 half ihm Carl Barks bei einer Geschichte mit dem Titel Geschichte und Geschichten (OT: Horsing around with History), die in Uncle Scrooge Adventures Nr. 33 veröffentlicht wurde.

## Privates
Der Sohn William Van Horns, Noel Van Horn, ist ebenfalls ein Zeichner von Disney-Comics.

## Eingeführte Charaktere
Diese Charaktere wurden von William Van Horn für die Disneygeschichten erschaffen:
- Baron Itzi Bitzi – ein pfeifender Floh, den Dagobert Duck besitzt.
- Dietram Duck (Rumpus McFowl) – der Halbbruder von Dagobert Duck (Dagobert sagt aber, er sei sein Cousin (Vetter)).
- Woimly Filcher – ein Feind von Donald Duck und seinen Neffen
- Vera Vorschell (Bambi Gondola) – Reporterin

## Werke (Auswahl)
- Neue Abeuteuer der Ducks. Band 1–7. Ehapa Verlag, Stuttgart 1995–1999
- William van Horn (= Hall of Fame. Band 8). Ehapa Verlag, Stuttgart 2006, ISBN 978-3-7704-0687-6.